# Majida El Roumi
Majida El Roumi (arab. ماجدة الرومي, ur. 13 grudnia 1956 w Kfarshimie) – libańska piosenkarka i ambasadorka dobrej woli FAO.

## Życiorys
Urodziła się 13 grudnia 1956 w Kfarshimie, w rodzinie chrześcijan, i wychowywała się zgodnie z melchicką tradycją.
Od dzieciństwa interesowna się muzyką. Inspirowali ją tacy twórcy jak Fairuz, Umm Kulsum, Muhammad Abd al-Wahhab, Wadi as-Safi i Asmahan. Jej ojcem był libański muzyk Halim el-Roumi.
W 1974 wystąpiła w programie typu talent show o nazwie Studio El Fan, w którym wykonała piosenkę Layli Murad. Rok później wydała swój pierwszy autorski singel: عم بحلمك يا حلم يا لبنان (z arab. Śnię o tobie, Libanie). Tą piosenką zwróciła na siebie uwagę egipskiego reżysera Jusufa Szahina, który zdecydował się ją obsadzić w swoim filmie Awdat al ibn al dal. Był to jedyny film, w którym wystąpiła El Roumi. Później ukończyła studia z literatury arabskiej na Uniwersytecie Libańskim.
Osiągnąwszy sukces w karierze muzycznej była nazywana „Anioł muzyki arabskiej” i „Piosenkarka intelektualistów”. Jak sama przyznała w oświadczeniu prasowym, jej piosenki inspirowane były sufizmem, w tym twórczością Rumiego i Ibna Arabiego, a także chwalebną przeszłością piosenki arabskiej.
W 2001 została ambasadorem dobrej woli FAO.

## Dyskografia
| Rok  | Nazwa albumu   |
| ---- | -------------- |
| 1977 | خدني حبيبي     |
| 1982 | من زمان        |
| 1983 | العصفورة       |
| 1986 | ياساكن أفكاري  |
| 1988 | ضوي يا قمر     |
| 1991 | كلمات          |
| 1994 | ابحث عني       |
| 1996 | رسائل          |
| 1998 | أحبكَ وبعد..    |
| 2003 | قيثارة السماء  |
| 2004 | ارحمني يا الله |
| 2006 | اعتزلت الغرام  |
| 2012 | غزل            |

## Odznaczenia i wyróżnienia
- Tunezja: Order Narodowy za Zasługi dla Kultury (1987)[7]
- Liban: Order Narodowy Cedru (1994)[3]
- Egipt: Order Zasługi od egipskiego syndykatu dziennikarzy (2002)[3]
- Francja: Order Sztuki i Literatury (2013)[8]

## Życie prywatne
Wyszła za mąż za mężczyznę, którego poznała przypadkiem w wieku 17 lat. Jego ojciec był lekarzem ojca El Roumi. Razem mają dwie córki.